# Mötschwil

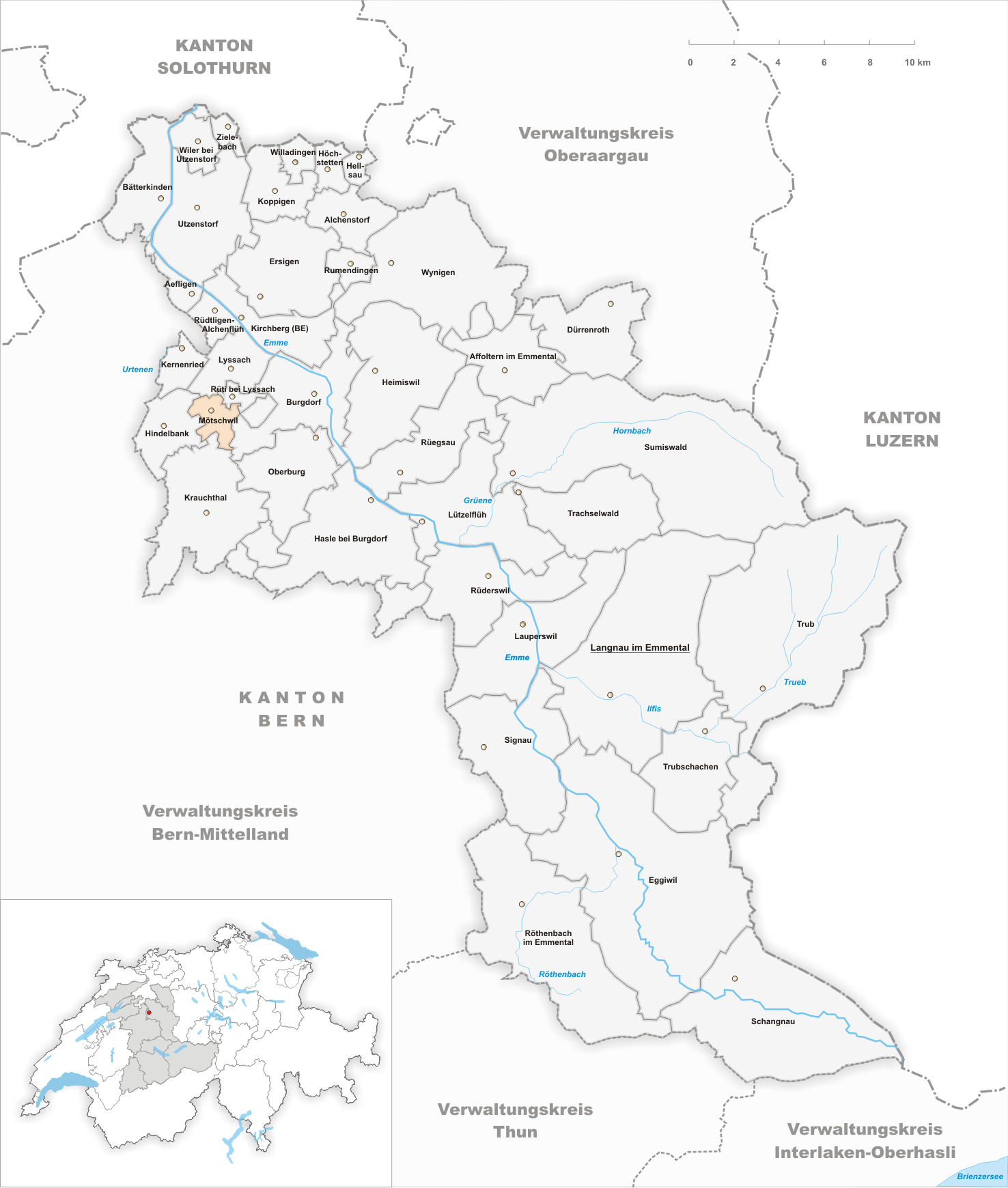
Gemeindestand vor der Fusion am 1. Januar 2021

Mötschwil ist eine Ortschaft in der Gemeinde Hindelbank im Schweizer im Kanton Bern. Bis zum 31. Dezember 2020 war Mötschwil eine eigene politische Gemeinde im Verwaltungskreis Emmental. Am 1. Januar 2021 fusionierte sie zur Gemeinde Hindelbank.

## Geographie
Mötschwil liegt auf 530 m ü. M., 4,5 km westlich der Stadt Burgdorf (Luftlinie). Das Bauerndorf erstreckt sich am südlichen Rand der Schwemmebene der Emme, leicht erhöht am Rand des Mooses und am Fuss der Molassehügel des höheren Schweizer Mittellandes.
Die Fläche des 2,9 km² grossen Gebiets der ehemaligen Gemeinde umfasst einen leicht gewellten Abschnitt des zentralen Berner Mittellandes. Der nördliche Teil wird vom Plateau des Mooses eingenommen, das im Nordwesten vom Waldgebiet Chräiholz, im Nordosten vom Büelhölzli (543 m ü. M.) begrenzt wird. Nach Süden erstreckt sich Mötschwil in die breite Talmulde von Schleumen, umgeben von den bewaldeten Molassehöhen von Haselberg (mit 651 m ü. M. die höchste Erhebung von Mötschwil) im Westen, Rosenhölzli (601 m ü. M.) im Süden und Schneiteberg (bis 620 m ü. M.) im Osten. Von der Gemeindefläche entfielen 1997 5 % auf Siedlungen, 31 % auf Wald und Gehölze und 64 % auf Landwirtschaft.
Zu Mötschwil gehören der Weiler Schleumen (552 m ü. M.) in einer Talsenke östlich des Haselberges und einige Einzelhöfe. Nachbarort von Mötschwil ist der Ortsteil Hindelbank in der gleichen Gemeinde, Nachbargemeinden sind Lyssach, Rüti bei Lyssach, Burgdorf und Krauchthal.

## Bevölkerung
Mit 119 Einwohnern (Stand 31. Dezember 2020) gehörte Mötschwil zu den kleinsten Gemeinden des Kantons Bern. Im Jahr 2000 waren von den Bewohnern 99,1 % deutschsprachig, und 0,9 % sprachen Englisch. Die Bevölkerungszahl von Mötschwil belief sich 1850 auf 198 Einwohner, 1900 auf 234 Einwohner. Im Verlauf des 20. Jahrhunderts nahm die Bevölkerungszahl durch starke Abwanderung um fast 50 % ab. So lebten 2000 in Mötschwil genau so viele Menschen wie 1764.
| Bevölkerungsentwicklung | Bevölkerungsentwicklung | Bevölkerungsentwicklung | Bevölkerungsentwicklung | Bevölkerungsentwicklung | Bevölkerungsentwicklung | Bevölkerungsentwicklung | Bevölkerungsentwicklung | Bevölkerungsentwicklung | Bevölkerungsentwicklung | Bevölkerungsentwicklung | Bevölkerungsentwicklung |
| ----------------------- | ----------------------- | ----------------------- | ----------------------- | ----------------------- | ----------------------- | ----------------------- | ----------------------- | ----------------------- | ----------------------- | ----------------------- | ----------------------- |
| Jahr                    | 1764                    | 1850                    | 1880                    | 1900                    | 1930                    | 1950                    | 1980                    | 1990                    | 2000                    | 2010                    | 2020                    |
| Einwohner               | 112                     | 198                     | 229                     | 234                     | 207                     | 208                     | 152                     | 144                     | 112                     | 137                     | 119                     |

## Politik
Mötschwil wird im Wahlarchiv des Kantons Bern gemeinsam mit seiner Nachbargemeinde Rüti bei Lyssach erfasst.
Die Wähleranteile der Parteien anlässlich der Nationalratswahlen 2023 betrugen:  SVP 37,7 % (−9,0 %), Mitte 13,7 % (+3,4 %), SP 11,7 % (+6,2 %), GPS 10,2 % (−9,4 %), EVP 9,4 % (+5,0 %), FDP 6,8 % (+2,6 %), EDU 5,4 % (+4,5 %), glp 2,7 % (−2,6 %).

## Wirtschaft
Mötschwil war bis in die zweite Hälfte des 20. Jahrhunderts ein vorwiegend durch die Landwirtschaft geprägtes Dorf. Noch heute haben der Ackerbau, der Obstbau sowie die Viehzucht einen wichtigen Stellenwert in der Erwerbsstruktur der Bevölkerung. Einige weitere Arbeitsplätze sind im lokalen Kleingewerbe und im Dienstleistungssektor vorhanden. Viele Erwerbstätige sind Wegpendler, die hauptsächlich in der Region Burgdorf und in der Agglomeration Bern arbeiten.

## Verkehr
Mötschwil liegt an der alten Hauptstrasse von Bern via Hindelbank nach Burgdorf. Der nächste Anschluss an die Autobahn A1 (Bern–Zürich) befindet sich rund 5 km vom Ortskern entfernt. Die frühere Buslinie der Regionalverkehr Mittelland AG, welche die Strecke von Burgdorf via Hindelbank nach Bolligen bediente, wurde eingestellt. Somit ist die Gemeinde nicht mehr an das öffentliche Verkehrsnetz angeschlossen.

## Geschichte
Die erste urkundliche Erwähnung des Ortes erfolgte 1294 unter dem Namen Müschwile. Später erschienen die Bezeichnungen Mötschwile (1327), Mütschwile (1380) und Mötschwil (1452). Die Herkunft des Ortsnamens ist unklar.
Im Mittelalter unterstand Mötschwil der Oberhoheit der Grafen von Kyburg. Nachdem das Dorf unter die Herrschaft der Berner gelangt war, wurde es im 15. Jahrhundert dem Schultheissenamt Burgdorf zugeteilt. Nach dem Zusammenbruch des Ancien Régime (1798) gehörte Mötschwil während der Helvetik zum Distrikt Burgdorf und ab 1803 zum Oberamt Burgdorf, das mit der neuen Kantonsverfassung von 1831 den Status eines Amtsbezirks erhielt. Im Jahr 1911 wurde der bis dahin offizielle Doppelname Mötschwil-Schleumen in Mötschwil abgeändert.

## Sehenswürdigkeiten
Im alten Ortskern sind zahlreiche charakteristische Bauernhäuser im bernischen Landstil überwiegend aus dem 19. Jahrhundert erhalten. Mötschwil besitzt keine eigene Kirche, es gehört zur Pfarrei Hindelbank. Im Dorfkern sind im Skulpturenpark der Luginbühlstiftung zahlreiche Figuren des Eisenplastikers Bernhard Luginbühl ausgestellt.

## Persönlichkeiten
- Fritz Kobel (1896–1981), Obst-, Wein-, Gemüse- und Gartenbauwissenschaftler, geboren in Schleumen
- Bernhard Luginbühl (1929–2011), Bildhauer und Eisenplastiker, war wohnhaft in Mötschwil